# Allee-Center Hamm

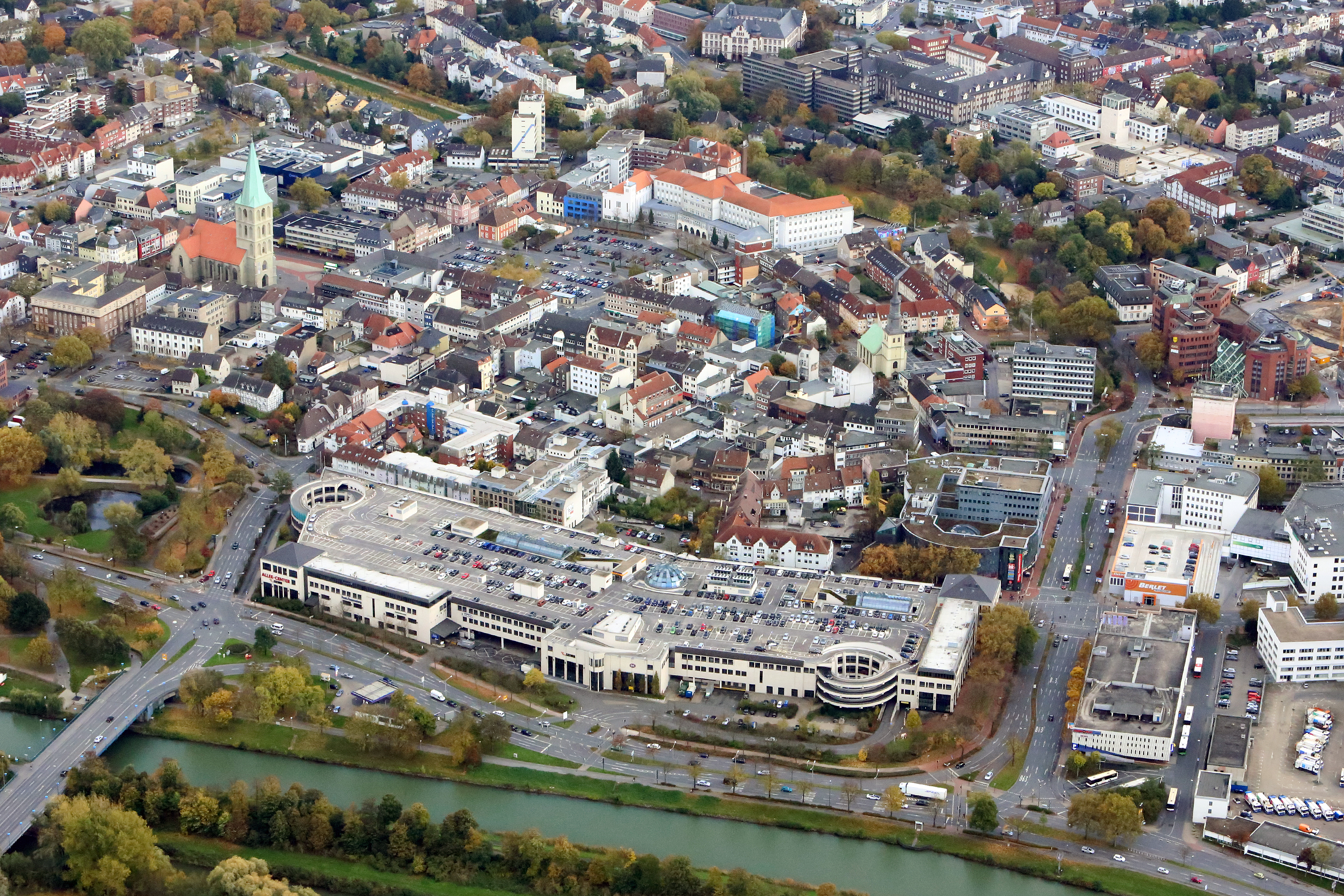
Innenstadt von Hamm mit dem Allee-Center im Vordergrund

Das Allee-Center Hamm ist ein am 5. März 1992 eröffnetes Einkaufszentrum in Hamm, das von der Hamburger ECE Projektmanagement GmbH betrieben wird. Es steht auf dem ehemaligen Gelände der Isenbeck-Brauerei.

## Beschreibung
Das Allee-Center verfügt über 21.000 m² Verkaufs- und 600 m² Bürofläche. 90 Fachgeschäfte aus unterschiedlichen Branchen wie Lebensmittel, Hartwaren, Sport oder Gesundheit bieten ihre Waren an, wobei einen Großteil der Textilbereich einnimmt.

## Fakten und Zahlen
Rund 900 Angestellte arbeiten im Allee-Center, das durchschnittlich von 21.175 Besuchern pro Tag frequentiert wird. Der Betreiber geht von einem Einzugsgebiet von insgesamt 707.313 Einwohnern aus.
Die Geschäfte des Allee-Center Hamm haben montags bis samstags von 10 Uhr – 20 Uhr für die Besucher geöffnet. Einige Geschäfte öffnen bereits um 8 Uhr. 

## Erreichbarkeit und Infrastruktur
Das Allee-Center verfügt über ein Parkhaus mit 1300 Stellplätzen für PKW sowie über 175 Fahrradstellplätze.
Mit dem öffentlichen Nahverkehr erreicht man das Einkaufszentrum mit neun Buslinien, die Haltestelle heißt Allee-Center/Ritterpassage. Außerdem ist es erreichbar über die Bundesstraßen 61 und 63.